# My December
My December је трећи студијски албум америчке поп певачице Кели Кларксон објављен 22. јуна 2007. године (у већини Европе), 23. јуна исте године (у Аустралији), 25. јуна исте године (у остатку Европе и у Азији) и 26. јуна исте године (у Северној Америци).
За разлику од претходног албума, песме на овом албуму су биле мрачније и више рок звука. Све песме су биле написане од стране Кларксонове. Велику полемику у медијима је изазвало то што се Издавачка кућа није слагала са тим да се овај албум пусти у продају јер су сматрали да је превише „мрачан“ и да неће бити успешан као Breakaway. Ово је разљутило Кларксонову која је изјавила да сматра да заслужује после претходног албума, који је продан у много примерака, да објави један ауторски, „свој“ албум, на којем ће она бити текстописац песама, и који ће бити пуштен у продају ма у колико год примерака буде био продат.
После свог објављивања, албум је дебитовао на 2. месту америчке топ-листе албума, топ-листе албума у Уједињеном Краљевству и топ-листе албума у Канади. На аустралијској топ-листи је дебитовао на месту бр. 4. У САД и у Канади је продат у Платинастом тиражу, а у Аустралији у Златном тиражу. Продат је у 2,5 милиона примерака у целом свету.
Први сингл са овог албума је била песма Never Again која је заузела 8. место у САД и Канади, 9. место у Уједињеном Краљевству, и 5. место у Аустралији. Остали синглови су били:Sober, One Minute, Don't Waste Your Time али они нису успели да се пласирају на топ-листе.
У знак подршци албуму, кренула је на турнеју која је названа My December Tour. Турнеја је посетила 53 локације на 3 континента.

## Списак песама
| Бр. | Назив песме           | Текстописац                                              | Трајање |
| --- | --------------------- | -------------------------------------------------------- | ------- |
| 1.  | Never Again           | Kelly Clarkson, Jimmy Messer                             | 3:37    |
| 2.  | One Minute            | Clarkson, Kara DioGuardi, Chantal Kreviazuk, Raine Maida | 3:05    |
| 3.  | Hole                  | Clarkson, Messer, Dwight Baker                           | 3:02    |
| 4.  | Sober                 | Clarkson, Aben Eubanks, Calamity McEntire, Messer        | 4:52    |
| 5.  | Don't Waste Your Time | Clarkson, Messer, Malcolm Pardon, Fredrik Rinman         | 3:36    |
| 6.  | Judas                 | Clarkson, Messer, Baker, David Kahne                     | 3:37    |
| 7.  | Haunted               | Clarkson, Messer, Jason Halbert                          | 3:19    |
| 8.  | Be Still              | Clarkson, Eubanks                                        | 3:25    |
| 9.  | Maybe                 | Clarkson, Messer, Eubanks                                | 4:23    |
| 10. | How I Feel            | Clarkson, Messer, Baker, Kahne                           | 3:41    |
| 11. | Yeah                  | Clarkson, Messer, Pardon, Rinman                         | 2:43    |
| 12. | Can I Have a Kiss     | Clarkson, Messer, Baker                                  | 3:32    |
| 13. | Irvine                | Clarkson, Eubanks                                        | 8:48    |

## Топ листе и сертификације

### Топ листе
| Држава               | Највиша позиција |
| -------------------- | ---------------- |
| Аустралија           | 4                |
| Аустрија             | 8                |
| Белгија              | 23               |
| Канада               | 2                |
| Чешка                | 33               |
| Данска               | 17               |
| Естонија             | 36               |
| Француска            | 180              |
| Финска               | 19               |
| Немачка              | 5                |
| Грчка                | 16               |
| Ирска                | 2                |
| Јапан                | 42               |
| Мексико              | 27               |
| Холандија            | 7                |
| Нови Зеланд          | 8                |
| Пољска               | 39               |
| Тајван               | 7                |
| Шведска              | 38               |
| Швајцарска           | 5                |
| Уједињено Краљевство | 2                |
| САД                  | 2                |

### Сертификације
| Држава     | Сертификација | Продаја  |
| ---------- | ------------- | -------- |
| Аустралија | Златан        | 35,000   |
| Канада     | Платинаст     | 80,000   |
| Ирска      | Златан        | 7,500    |
| САД        | Платинаст     | 837,000  |
| Свет       | -             | 2,500,00 |